# Ministerstvo kultury České republiky
Ministerstvo kultury České republiky je ústředním orgánem státní správy na úseku kultury.
Ministerstvo bylo zřízeno zákonem č. 2/1969 Sb., o zřízení ministerstev a jiných ústředních orgánů státní správy České republiky. Tento kompetenční zákon (ve znění pozdějších předpisů) vymezuje základní působnost ministerstva.
Ministrem kultury ve vládě Petra Fialy je od prosince 2021 Martin Baxa (člen ODS), bývalý pedagog a primátor města Plzně.

## Oblasti působnosti
Ministerstvo kultury je ústředním orgánem státní správy pro:
- umění, kulturně výchovnou činnost a kulturní památky
- věci církví a náboženských společností
- věci periodického i neperiodického tisku a jiných informačních prostředků
- rozhlasové a televizní vysílání (s výjimkou působnosti Rady pro rozhlasové a televizní vysílání)
- provádění autorského zákona
- výrobu a obchod v oblasti kultury

Ministerstvo:
- vykonává státní správu v oblasti knihovnictví a muzejnictví
- řídí Památkovou inspekci jako svůj specializovaný kontrolní orgán v oboru státní památkové péče

## Sídlo

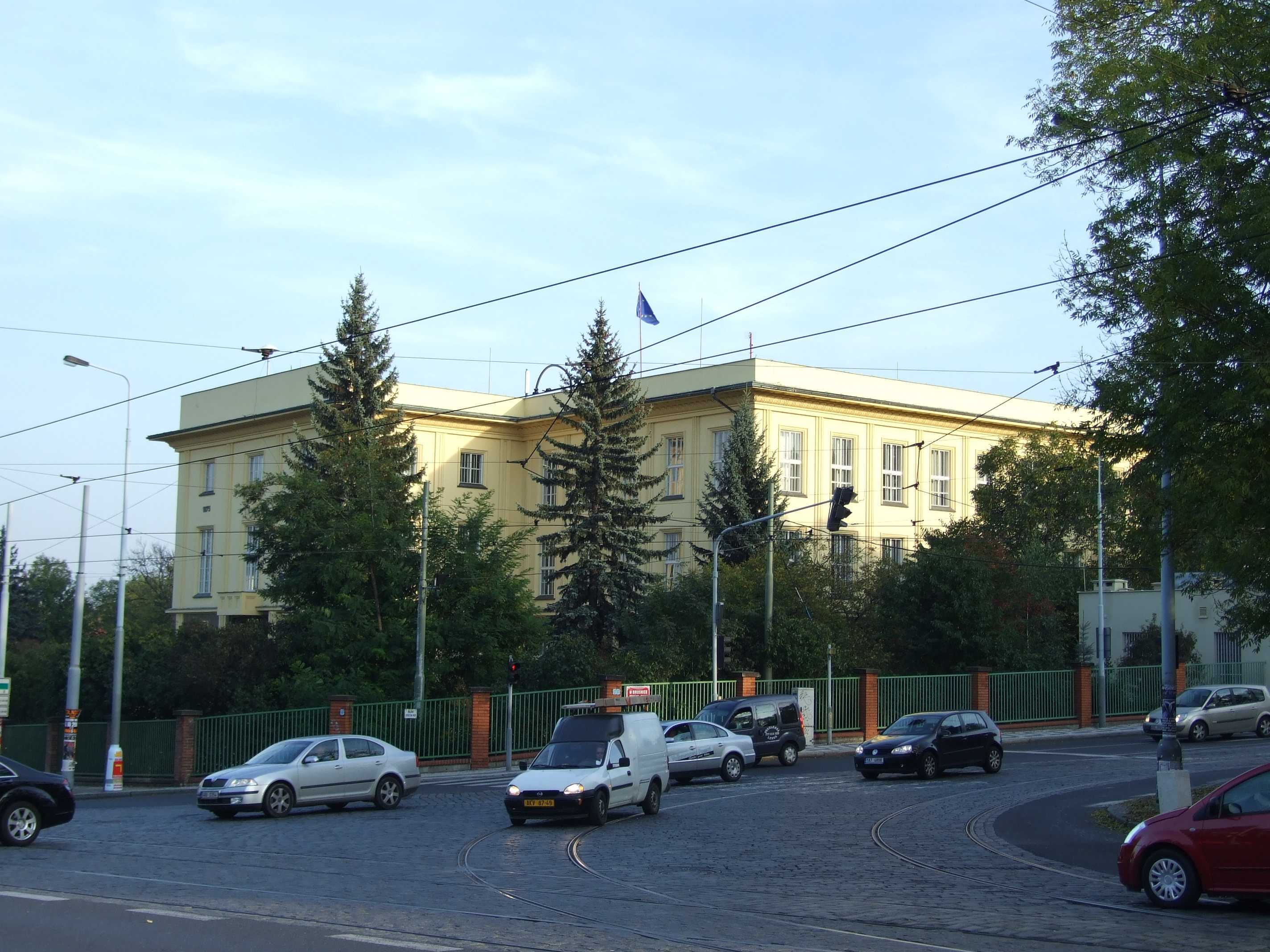
Budova Ministerstva kultury na Prašném mostě

Vedle hlavního sídla v Nostickém paláci je část ministerstva umístěna v úřadovně v Praze 6-Hradčanech, Milady Horákové 139, která byla do roku 2003 hlavním sídlem ministerstva. Budova na Hradčanech, původně Městský sirotčinec, byla postavena podle projektu Josefa Rosipala roku 1913.

## Organizační struktura
Úřadovna v Praze 1, Maltézské nám. 1
- Ministr
- Sekretariát ministra
- Podatelna pro osobní podání a podání zaslané poštou
- Tiskový odbor
- Odbor památkové péče
- Odbor umění a knihoven
- Odbor regionální a národnostní kultury
- Kancelář bezpečnostního ředitele
- Odbor kontroly
- Samostatné oddělení interního auditu
- Odbor strukturálních fondů

Úřadovna v Praze 6, Milady Horákové 139
- Odbor legislativní a právní
- Odbor autorského práva
- Odbor zahraniční
- Odbor církví
- Odbor médií a audiovize
- Odbor ochrany movitého kulturního dědictví, muzeí a galerií
- Odbor ekonomický
- Samostatné oddělení správy státních fondů
- Odbor lidských zdrojů
- Odbor investic
- Odbor vnitřní správy
- Koordinační centrum pro výzkum a vývoj
- Památková inspekce

## Historie
Původně byla agenda ministerstva součástí Ministerstva kultu a vyučování (Ministerium für Cultus und Unterricht), které bylo později zváno Ministerstvo školství a národní osvěty. Roku 1945 vzniklo Ministerstvo informací, které se roku 1948 přejmenovalo na Ministerstvo informací a osvěty. Po roce 1953 se sloučilo s ministerstvem školství do Ministerstva školství a osvěty a až po roce 1969 vzniklo v tehdejší České socialistické republice samostatné Ministerstvo kultury.

## Příspěvkové organizace MKČR
- Národní památkový ústav
- Národní muzeum
- Národní technické muzeum
- Památník národního písemnictví
- Moravské zemské muzeum
- Muzeum umění Olomouc
- Národní galerie v Praze
- Uměleckoprůmyslové museum v Praze
- Moravská galerie v Brně
- Technické muzeum v Brně
- Slezské zemské muzeum
- Husitské muzeum v Táboře
- Muzeum romské kultury
- Národní muzeum v přírodě
- Muzeum Jana Amose Komenského v Uherském Brodě
- Muzeum skla a bižuterie v Jablonci nad Nisou
- Muzeum loutkářských kultur v Chrudimi
- Památník Lidice
- Památník Terezín
- Památník ticha
- Národní knihovna České republiky
- Moravská zemská knihovna v Brně
- Knihovna a tiskárna pro nevidomé K. E. Macana
- Česká filharmonie
- Institut umění - Divadelní ústav
- Národní divadlo
- Národní informační a poradenské středisko pro kulturu
- Pražský filharmonický sbor
- Státní opera Praha
- Národní filmový archiv[6]